# توفانبیلی
توفانبیلی (انگلیسی: Tufanbeyli) شهری در ترکیه است.